# Tsiaki
Tsiaki es una localidad de la República del Congo, constituida administrativamente como un distrito del departamento de Bouenza en el sur del país.
En 2011, el distrito tenía una población de 11 315 habitantes, de los cuales 5442 eran hombres y 5873 eran mujeres.
Se ubica en el noreste del departamento, cerca del límite con los vecinos departamentos de Lékoumou y Pool, unos 70 km al noreste de la capital departamental Madingou. La localidad se halla en una zona de difícil acceso de la periferia meridional de los montes Chaillu, por lo que no se puede acceder por carretera: para llegar hasta Tsiaki, es necesario desviarse por caminos de tierra que salen al noreste de la carretera P8, que une Mouyondzi con Sibiti. La localidad se ubica a una altitud de 610 m s. n. m. Al noroeste de Tsiaki fluye el río Bouenza.